# Homotoma bambusae
Homotoma bambusae är en insektsart som först beskrevs av Yang och Li 1981.  Homotoma bambusae ingår i släktet Homotoma och familjen Homotomidae. Inga underarter finns listade i Catalogue of Life.